# أحمد محمد إسماعيل
أحمد محمد إسماعيل هو منافس ألعاب قوى صومالي، ولد في 6 يونيو 1964.

## وصلات خارجية
- أحمد محمد إسماعيل على موقع الاتحاد الدولي لألعاب القوى (الإنجليزية)
- أحمد محمد إسماعيل على موقع أوليمبيديا (الإنجليزية)